# Legea

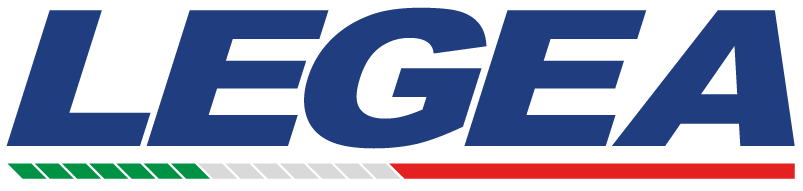

LEGEA är en italiensk sportutrustningstillverkare grundad i Pompei 1993 de Giovanni Acanfora, Emilia Acanfora, Luigi Acanfora.
LEGEA är idag kända för sina produkter och sponsrar ett flertal lag i världen inom olika sporter. LEGEA sponsrar bland annat de italienska Serie A lagen Palermo och Udinese samt norska Lilleström. Internationellt sponsrar LEGEA bland annat landslagen i Bosnien, Zimbabwe, Montenegro, Iran, Nordkorea,  Albanien och Kosovo. 
Idag har LEGEA etablerat sig i mer än 50 länder. Kombinationen mellan sport, mode och funktionalitet gör att LEGEA används av allt fler utövare. LEGEA använder sig av slogan ”keep running with us”, vilket syftar till ständig utveckling av produkterna och företaget.
Lagsport i Göteborg AB är företaget som har rättigheterna att sälja Legeas sportkläder i Sverige.